# Kviddtjärnen (Grythyttans socken, Västmanland, 660211-143054)
Kviddtjärnen är en sjö i Hällefors kommun i Västmanland och ingår i Göta älvs huvudavrinningsområde.